# Clive Williams (football)
Pour les articles homonymes, voir Clive Williams (homonymie) et Williams.
Clive Williams (né à Bangor le 1er janvier 1991) est un footballeur gallois évoluant au poste d'attaquant dans le club de Nantlle Vale.
Il est champion du pays de Galles 2010-2011.

## Palmarès
Bangor City
- Championnat
  - Vainqueur : 2011.
- Coupe du pays de Galles
  - Vainqueur : 2009 et 2010.
- Coupe de la Ligue
  - Vainqueur : 2009.